# باقی‌مانده استودنت‌شده
در آمار، ماندهٔ (باقی‌ماندهٔ) استودنت شده، یک کمیت بدون بعد است که از تقسیم یک مانده به برآورد انحراف معیارش به دست می‌آید. از آن‌جایی که هر دو این مقادیر هم‌واحداند، این کمیت بی‌بُعد است. این کمیت یک فرم از آمارهٔ تی‌استودنت با براورد خطا بین نقاط است.

## پیاده‌سازی‌های نرم‌افزاری
برنامه‌ها و بسته‌های آماری مختلفی، همچون R یا پایتون و... شامل پیاده‌سازی مانده‌های استودنت‌شده‌اند. 
| زبان/برنامه | تابع                  | توضیحات                             |
| ----------- | --------------------- | ----------------------------------- |
| R           | rstandard(model, ...) | هم ماندهٔ استودنت‌شده‌ٔ داخلی و هم‌خارجی |